# CD Unión La Calera
Club Deportivo Unión La Calera är en chilensk fotbollsklubb från staden La Calera i mellersta Chile. Laget spelar sina hemmamatcher på Estadio Municipal Nicolás Chahuán och har San Luis de Quillota som sina traditionella rivaler.